# Viorel Iordăchescu
Viorel Iordăchescu (Kishinev, 20 de abril de 1977) es un jugador de ajedrez moldavo nacido en la extinta República Socialista Soviética de Moldavia, parte de la Unión Soviética, que tiene el título de Gran Maestro desde 1999. En el ranking de la Federación Internacional de Ajedrez (FIDE) de octubre de 2015, tenía un Elo de 2583 puntos, lo que le convertía en el jugador número 3 (en activo) de Moldavia. Su máximo Elo fue de 2651 puntos en la lista de enero de 2012 (posición 104 en el ranking mundial).

## Resultados destacados en competición
Iordăchescu empató en el segundo lugar en el Abierto de Dubái n abril de 2005, junto con otros nueve ajedrecistas (el campeón fue Wang Hao). También en 2005 empató para los puestos 1.º-6.º con Reiner Odendahl, Erwin Ami, Daniël Stellwagen, Susanto Megaranto y Friso Nijboer en Vlissingen. En la Navidad de 2006 ganó el Torneo de Reggio Emilia por delante de Ígor Khenkin y de Konstantin Landa.
En 2009 empató para los puestos 2.º-4.º con Alexey Korotylev y Serguéi Tiviakov en el Abierto de Moscú (el campeón fue Alexander Onischuk). En 2010 empató para las posiciones 1.ª-8.ª con Serguéi Vólkov, Hrant Melkumian, Eduardo Iturrizaga, Qadir Huseynov, David Arutinian, Aleksei Aleksandrov y Tornike Sanikidze en el XII Abierto de Dubái. También tomó parte en la Copa del Mundo de 2011, pero fue eliminado en primera ronda por Sébastien Feller. Iordachescu ha participado, representando a Moldavia, en todas las Olimpiadas de ajedrez entre 1994 y 2010.